# Bandera de Mengjiang
La bandera del Gobierno Autónomo Unido de Mengjiang consistió en un patrón de color amarillo horizontal, azul, blanco, rojo, blanco, azul y nuevamente amarillo.
Los colores de la bandera se utilizaron para representar a los principales grupos étnicos en Mengjiang: los mongoles (azul); los japoneses (rojo); los Han (amarillo) y los "Hui" (el nombre dado a los musulmanes en ese momento) (blanco).
El Sur de Chahar, el Norte de Shanxi y el gobierno militar mongol tenían cada uno su respectiva bandera antes de fusionarse con el Gobierno Autónomo Unido de Mengjiang.

Bandera del Gobierno Militar Mongol (1936-1937)
Bandera del Gobierno Autónomo Unido Mongol (1937-1939)
Bandera de Gobierno autónomo de Chahar del sur (1938-1939)
Bandera del Gobierno autónomo de Shanxi del norte (1938-1939).

Los colores en la bandera de Mengjiang son similares a la bandera de las Cinco Razas Bajo Una Unión utilizada anteriormente por la República de China.